# Карабау (река)
Караба́у, Карабауса́й (узб. Qorabov/Қорабов) — горная река (сай) в Ахангаранском районе Ташкентской области Узбекистана, правый приток реки Ахангаран. Последний приток, чьи воды в настоящее время доходят до Ахангарана на протяжении всего года.

## Гидрологическая характеристика
Длина Карабау составляет 17 км, площадь бассейна — 184 км². Ширина реки в низовьях составляет 10 м, глубина — 1,0 м, грунт дна — твёрдый. Среднегодовой расход воды, измеренный близ кишлака Самарчук, составляет 3,2 м³/с. При этом 70—75 % годового стока приходятся на период с марта по июнь. В русле сая иногда наблюдаются селевые явления, когда расход составляет в среднем 81 м³/с. Наибольший зафиксированный расход воды — 114 м³/с (8 апреля 1959 года).

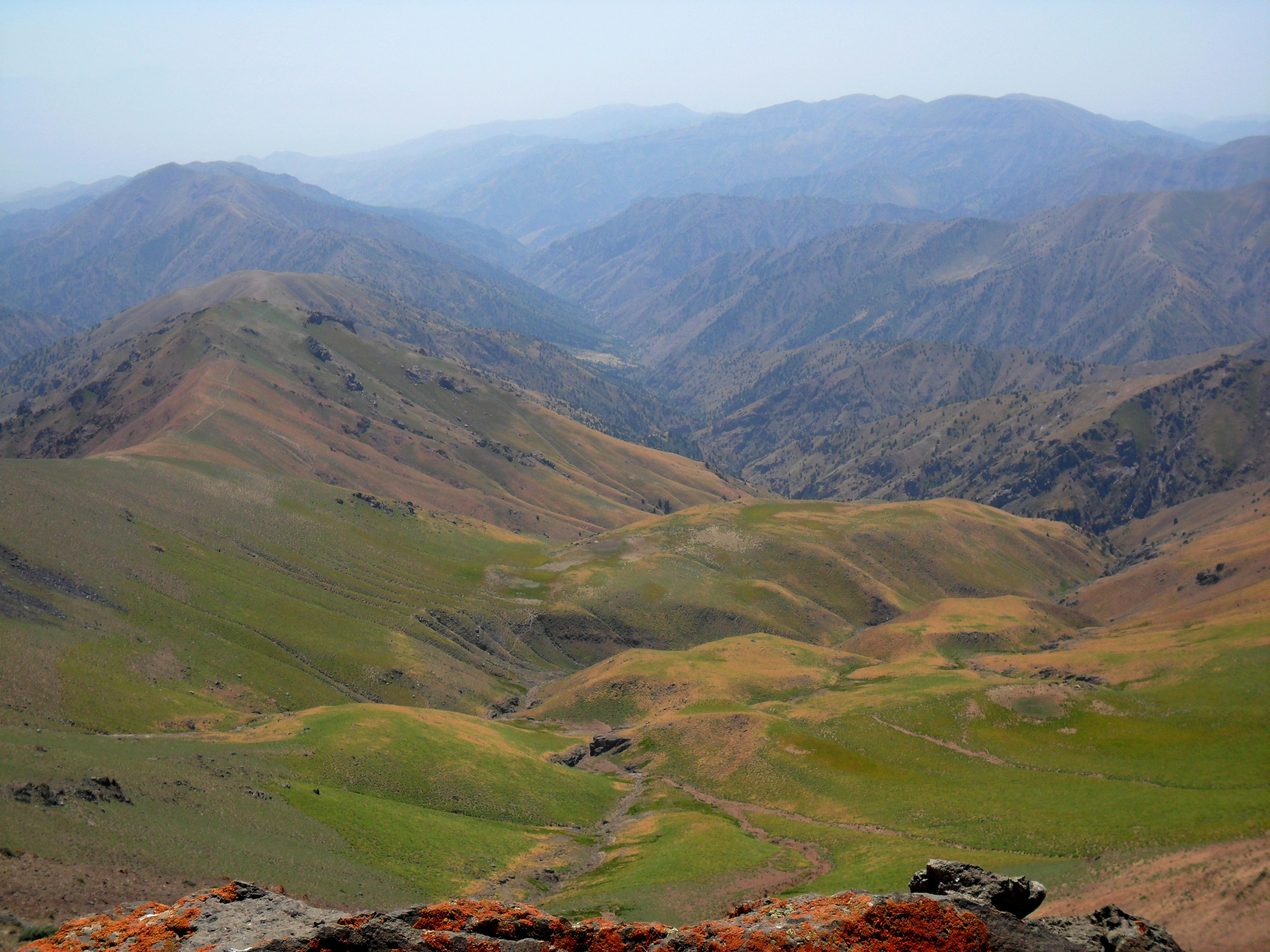
Верховья Кальтабарана

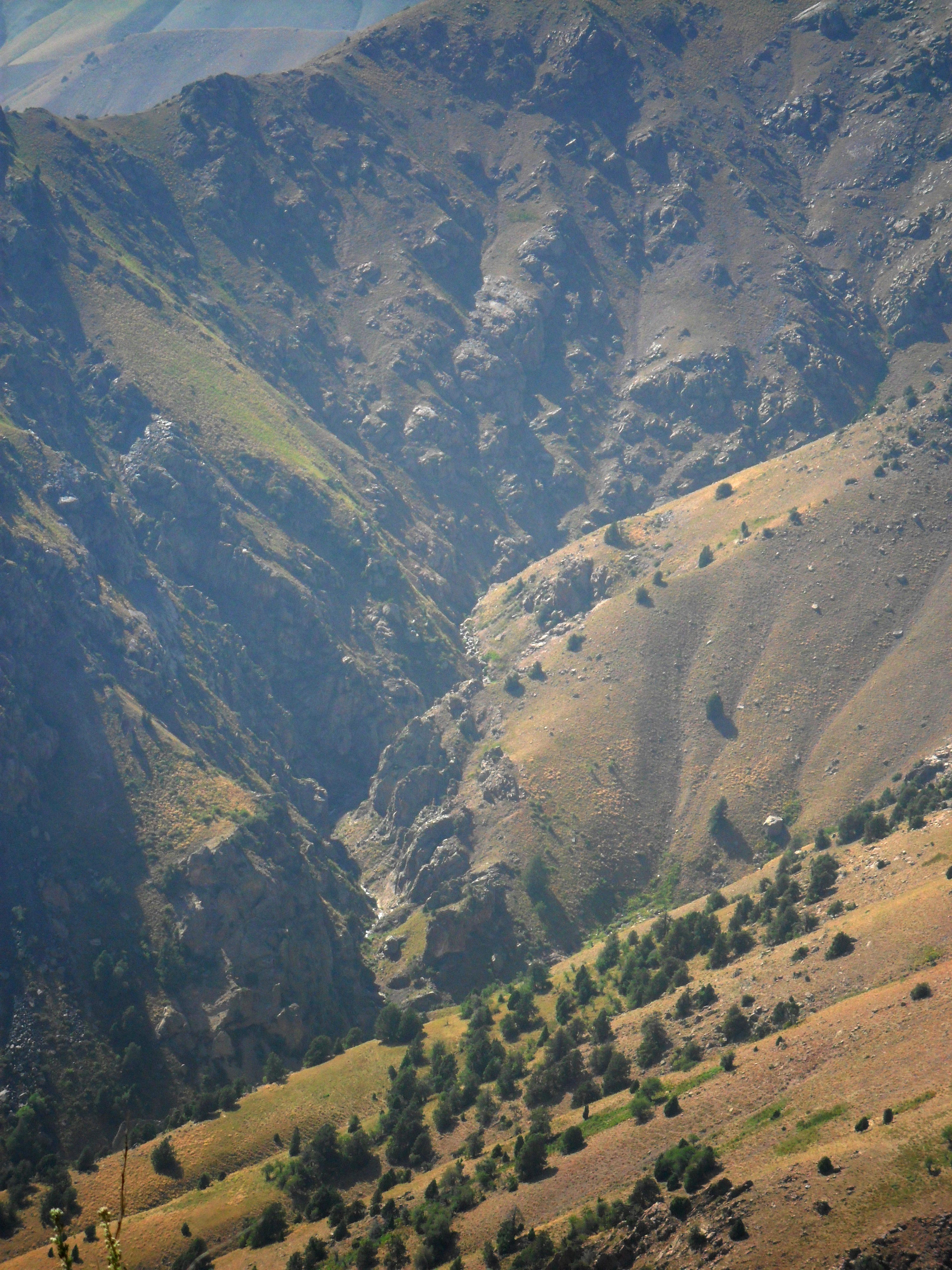
Долина Кырклысая

Питание Карабау, в основном, родниковое. В связи с характером питания сай не пересыхает на протяжении всего года, хотя и испытывает резкое снижение полноводности во второй половине лета (порядка литров в секунду).
Карабау является последним притоком Ахангарана, чьи воды непосредственно доходят до него на протяжении всего года, нижележащие притоки в настоящее время полностью разбираются в конусах выноса, либо имеют пересыхающий участок в низовьях.

## Течение реки
Согласно «Национальной энциклопедии Узбекистана», Карабау берёт начало на Чаткальском хребте, стекая с юго-восточного склона горы Кызылнура. На топографических картах Генерального штаба название Карабау используется ниже слияния рек Кырклысай и Кальтабаран.
Сай течёт в общем южном направлении, имея лишь небольшие изгибы. Проходит западнее гор Мазарджан, Таман, Кызылсув. Ниже вершины Кызылсув создан детский лагерь. В низовьях по берегам Карабау стоят населённые пункты Катаган, Актерен, Джушалы, далее река протекает по западной окраине города Ангрен (районы Карабау, Самарчук, Майдан, Саглам), где впадает справа в Ахангаран. Несколько выше впадения пересекается с железнодорожной линией Ташкент — Ангрен.

## Притоки Карабау
Ниже слияния Кырклысая и Кальтабарана в Карабау впадают Куакольсай, Камышлы, Чинаул, Семгинсай.

## Хозяйственное использование
Воды реки используются на орошение.